# Ľubietová
Ľubietová (węg. Libetbanya, niem. Libethen) – wieś (obec) na Słowacji położona w kraju bańskobystrzyckim, w powiecie Bańska Bystrzyca. Pierwsze wzmianki o miejscowości pochodzą z roku 1379.

## Położenie
Leży na pograniczu Kotliny Zwoleńskiej i Rudaw Weporskich, ok. 20 km na wschód od Bańskiej Bystrzycy. Zabudowania znajdują się w rozszerzeniu górnej części Doliny Lubietowskiej, w większości rozłożone po obu stronach potoku Hutná.

## Historia
Powstała jako osada górnicza w XIII-XIV w. Po raz pierwszy wspominana w roku 1379, kiedy była podniesiona do rangi wolnego królewskiego miasta górniczego. Należała do związku siedmiu środkowosłowackich wolnych miast górniczych. W wiekach XIV-XV wydobywano tu złoto. Od XVI w. wydobywano tu rudy żelaza. W XIX w. stała się ośrodkiem wydobycia rud miedzi oraz rud niklowo-kobaltowych. Centrum dawnej działalności górniczej znajduje się w rejonie zwanym Podlipa, w górnej części wsi. Do dziś istnieją tam wielkie hałdy skały płonnej oraz opuszczone sztolnie. W tym rejonie został odnaleziony i opisany w 1823 r. rzadki minerał libethenit, nazwany tak od niemieckiej nazwy wsi.
Działalność górnicza i związane z tym funkcje hutnicze zanikły z końcem XIX w. W ich miejsce rozwinęło się funkcjonujące tu od połowy wieku XVII garncarstwo i wyrób innej ceramiki. Wieś był również ośrodkiem tradycyjnego ludowego hafciarstwa.

## Demografia
Według danych z dnia 31 grudnia 2010, wieś zamieszkiwało 1043 osób, w tym 528 kobiet i 515 mężczyzn.
W 2001 roku rozkład populacji względem narodowości i przynależności etnicznej wyglądał następująco:
- Słowacy – 98,48%
- Czesi – 0,71%
- Polacy – 0,10%
- Ukraińcy – 0,20%
- Węgrzy – 0,10%

## Zabytki
- Kościół katolicki p.w. św. Marii Magdaleny - murowany, pierwotnie gotycki z XIV-XV w., przebudowany w stylu barokowym, otoczony murem obronnym.
- Kościół ewangelicki z lat 1805-1807, przebudowany w stylu neogotyckim w 1899 r.
- Kaplica klasycystyczna z 1803 r.
- Dom mieszczański w centrum miejscowości (nr 159), barokowy, z połowy XVIII w.[8]